# Llista de membres de l'Orde de Carlemany
Aquesta és la llista de membres de l'Orde de Carlemany des del seu primer atorgament l'any 2008.
Actualment, es concedeix en els graus de gran creu, encomana —que encara no ha sigut atorgat— i creu. També es concedeix en forma de placa d'honor a títol pòstum i per a persones jurídiques, a qui es concedeix la corbata d'honor si tenen reconegut l'ús de bandera. El desaparegut grau de medalla es va concedir un sol cop l'any 2008.
El color de fons indica els membres estrangers i, en el grau de gran creu, els caps de Govern, síndics generals i ministres d'Afers Exteriors esdevinguts membres automàticament per virtut del seu càrrec.

## Gran Creu
| N. | Imatge | Nom                  | Ingrés | Notes                | Ref.  |
| -- | ------ | -------------------- | ------ | -------------------- | ----- |
| 1  |        | Frank Gehry          | 2008   | Refusà el nomenament | [ 1 ] |
| 2  |        | Xavier Espot Zamora  | 2024   | Cap de Govern        | [ 2 ] |
| 3  |        | Carles Ensenyat Reig | 2024   | Síndic general       | [ 2 ] |
| 4  |        | Imma Tor Faus        | 2024   | Ministra de Justícia | [ 2 ] |

## Creu
| N. | Nom                    | Ingrés | Notes                                                          | Ref.  |
| -- | ---------------------- | ------ | -------------------------------------------------------------- | ----- |
| 1  | Angelina Mas Joaniquet | 2025   | Activistes pels drets civils i polítics de les dones a Andorra | [ 3 ] |
| 2  | Maria Molné Armengol   | 2025   | Activistes pels drets civils i polítics de les dones a Andorra | [ 3 ] |

## Placa d'honor
| N. | Nom                        | Ingrés | Notes                                                          | Ref.  |
| -- | -------------------------- | ------ | -------------------------------------------------------------- | ----- |
| 1  | Bonaventura Coma Riba      | 2025   | Activistes pels drets civils i polítics de les dones a Andorra | [ 3 ] |
| 2  | Concepció Naudí Areny      | 2025   | Activistes pels drets civils i polítics de les dones a Andorra | [ 3 ] |
| 3  | Joaquima Calvó Santuré     | 2025   | Activistes pels drets civils i polítics de les dones a Andorra | [ 3 ] |
| 4  | Montserrat Jordana Fiter   | 2025   | Activistes pels drets civils i polítics de les dones a Andorra | [ 3 ] |
| 5  | Paquita Mandicó Riberaygua | 2025   | Activistes pels drets civils i polítics de les dones a Andorra | [ 3 ] |
| 6  | Joana Cerdà Cabanes        | 2025   | Activistes pels drets civils i polítics de les dones a Andorra | [ 3 ] |
| 7  | Carmen Noguer Enríquez     | 2025   | Activistes pels drets civils i polítics de les dones a Andorra | [ 3 ] |

## Medalla
| Nom                     | Ingrés | Notes                                     | Ref.  |
| ----------------------- | ------ | ----------------------------------------- | ----- |
| José Luis Sampedro Sáez | 2008   | Col·laborador de la Universitat d'Andorra | [ 4 ] |
| Grau extingit           |        |                                           |       |